# Championnat d'Autriche féminin de handball
Le championnat d'Autriche féminin de handball (Women Handball Austria (WHA)  de son nom officiel) est le plus haut niveau de compétition des clubs féminins de handball en Autriche.
Le club le plus titré est le Hypo Niederösterreich avec 47 championnats remportés dont 42 consécutifs entre 1977 et 2018.

## Palmarès
Le palmarès est :
| Saison | Champion              |
| ------ | --------------------- |
| 1972   | Union Admira Landhaus |
| 1973   | Union Admira Landhaus |
| 1974   | Union Admira Landhaus |
| 1975   | Union Admira Landhaus |
| 1976   | Union Admira Landhaus |
| 1977   | Hypo Niederösterreich |
| 1978   | Hypo Niederösterreich |
| 1979   | Hypo Niederösterreich |
| 1980   | Hypo Niederösterreich |
| 1981   | Hypo Niederösterreich |
| 1982   | Hypo Niederösterreich |
| 1983   | Hypo Niederösterreich |
| 1984   | Hypo Niederösterreich |
| 1985   | Hypo Niederösterreich |
| 1986   | Hypo Niederösterreich |
| 1987   | Hypo Niederösterreich |
| 1988   | Hypo Niederösterreich |
| 1989   | Hypo Niederösterreich |
| 1990   | Hypo Niederösterreich |

| Saison | Champion              |
| ------ | --------------------- |
| 1991   | Hypo Niederösterreich |
| 1992   | Hypo Niederösterreich |
| 1993   | Hypo Niederösterreich |
| 1994   | Hypo Niederösterreich |
| 1995   | Hypo Niederösterreich |
| 1996   | Hypo Niederösterreich |
| 1997   | Hypo Niederösterreich |
| 1998   | Hypo Niederösterreich |
| 1999   | Hypo Niederösterreich |
| 2000   | Hypo Niederösterreich |
| 2001   | Hypo Niederösterreich |
| 2002   | Hypo Niederösterreich |
| 2003   | Hypo Niederösterreich |
| 2004   | Hypo Niederösterreich |
| 2005   | Hypo Niederösterreich |
| 2006   | Hypo Niederösterreich |
| 2007   | Hypo Niederösterreich |
| 2008   | Hypo Niederösterreich |
| 2009   | Hypo Niederösterreich |

| Saison | Champion              |
| ------ | --------------------- |
| 2010   | Hypo Niederösterreich |
| 2011   | Hypo Niederösterreich |
| 2012   | Hypo Niederösterreich |
| 2013   | Hypo Niederösterreich |
| 2014   | Hypo Niederösterreich |
| 2015   | Hypo Niederösterreich |
| 2016   | Hypo Niederösterreich |
| 2017   | Hypo Niederösterreich |
| 2018   | Hypo Niederösterreich |
| 2019   | WAT Atzgersdorf       |
| 2020   | Non décerné           |
| 2021   | Hypo Niederösterreich |
| 2022   | Hypo Niederösterreich |
| 2023   | Hypo Niederösterreich |
| 2024   | Hypo Niederösterreich |
| 2025   | Hypo Niederösterreich |

## Bilan
| Rang  | Club                  | Titres  | Années victorieuses                       |
| ----- | --------------------- | ------- | ----------------------------------------- |
| 1     | Hypo Niederösterreich | 47      | 1977 à 2018, 2021, 2022, 2023, 2024, 2025 |
| 2     | Union Admira Landhaus | 5       | 1972, 1973, 1974, 1975, 1976              |
| 3     | WAT Atzgersdorf       | 1       | 2019                                      |
| -     | Non décerné           | 1       | 2020                                      |
| Total | Total                 | 53 (+1) | 1972-2025                                 |

## Classement EHF
Le coefficient EHF pour la saison 2022/2023 est :
| Rang | Évolution | Rang 2020 | Championnat                          | Coefficient |
| ---- | --------- | --------- | ------------------------------------ | ----------- |
| 1    | —         | (1)       | Nemzeti Bajnokság I                  | 157,67      |
| 2    | +3        | (5)       | LFH                                  | 118,5       |
| 3    | -1        | (2)       | Super League                         | 114,5       |
| 4    | -1        | (3)       | Damehåndboldligaen                   | 109         |
| 5    | +1        | (6)       | Eliteserien                          | 102,17      |
| 6    | -2        | (4)       | Liga Naţională                       | 94,5        |
| 7    | —         | (7)       | Prva Zenska Liga                     | 61,33       |
| 8    | +1        | (9)       | Prva hrvatska rukometna liga za žene | 57          |
| 9    | -1        | (7)       | Bundesliga                           | 56,33       |
| 10   | +1        | (11)      | 1. ženska rokometna liga             | 38,17       |
| ...  |           |           |                                      |             |
| 18   | +1        | (19)      | Handball Liga Austria Frauen         | 5,75        |

Évolution
| Année | 2007-2008 | 2008-2009 | 2009-2010 | 2010-2011 | 2011-2012 | 2012-2013 | 2013-2014 | 2014-2015 | 2015-2016 | 2016-2017 | 2017-2018 | 2018-2019 | 2019-2020 | 2020-2021 |
| Rang  | 10        | 10        | 8         | 8         | 9         | 11        | 13        | 11        | 10        | 9         | 14        | 16        | 17        | 16        |

Source : « cms.eurohandball.com », Fédération européenne de handball

## Sources
- (en) Austria Women's Division 1 - WHA : presentation and medal winners sur www.the-sports.org